# ماراتة شفيفة
ماراتة شفيفة (الاسم العلمي:Marattia pellucida) هي نوع من النباتات تتبع جنس الماراتة من الفصيلة الماراتية.